# Salterio di Eadwine
Il Salterio di Eadwine, chiamato anche Salterio di Canterbury, è un manoscritto del XII secolo attualmente conservato a Cambridge, Trinity College, MS R. 17. 1. Esso contiene il più antico manuale di chiromanzia conosciuto nell'Occidente.
Fu compilato intorno al 1160, da Eadwin, un amanuense della Cattedrale di Canterbury, ed è formato da quattro parti: due commenti al Credo e al Padre Nostro, la chiromanzia e una onomanzia. La presenza nello stesso manoscritto di argomenti religiosi e divinatori indicherebbe che questi ultimi erano rivolti ai clerici, ai quali sono dirette alcune predizioni.
La parte dedicata alla chiromanzia descrive tre linee della mano, una superiore naturale, una mediana e una ultima. La mano è vista capovolta, poiché la linea superiore è quella più vicina al pollice, mentre l'ultima tende verso l'indice. Si tratta di una compilazione disordinata e confusa, molto primitiva e semplice. L'importanza del testo è la sua contemporaneità con le opere di Giovanni di Salisbury e Gundissalinus, i primi a citare la chiromanzia.